# Susan Britton
Susan Kathryn Britton, coniugata Allison e, successivamente, Ford (Lubbock, 10 novembre 1949 – Celina, 6 febbraio 2022), è stata una cestista statunitense.

## Carriera
Con gli Stati Uniti ha vinto la medaglia d'argento ai Giochi panamericani di Cali 1971.
È stata introdotta nella Wayland Baptist University's Athletic Hall of Honor.